# Barock am Main

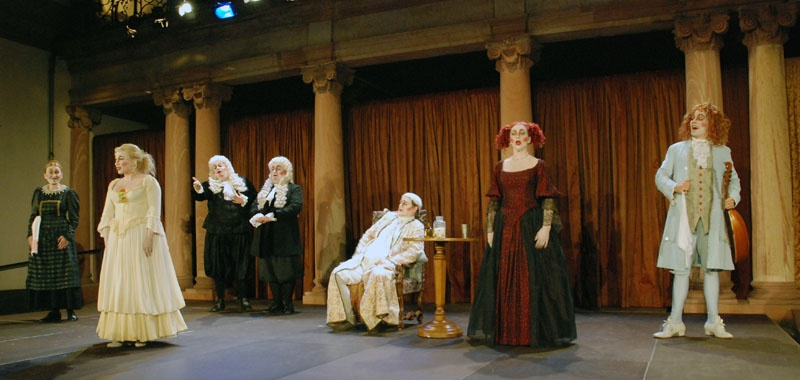
Barock am Main, Aufführung des Stücks „Der eingebildet' Kranke“ im Sommer 2008

Das Theaterfestival Barock am Main. Der hessische Molière findet seit 2004 im Garten des Bolongaropalastes in Frankfurt-Höchst statt. Zur Aufführung kommen Stücke des französischen Dramatikers Molière, die von Wolfgang Deichsel in südhessische Mundart übertragen wurden. Mitbegründer des Festivals und Hauptdarsteller in den Stücken ist der Schauspieler und Kabarettist Michael Quast.
Das Festival wird bis 2009 vom Neuen Theater Höchst und seinem Trägerverein Bund für Volksbildung Frankfurt am Main Höchst ausgerichtet. Seit 2010 ist die Fliegende Volksbühne Frankfurt Rhein-Main Träger von Barock am Main.

## Entwicklung des Festivals

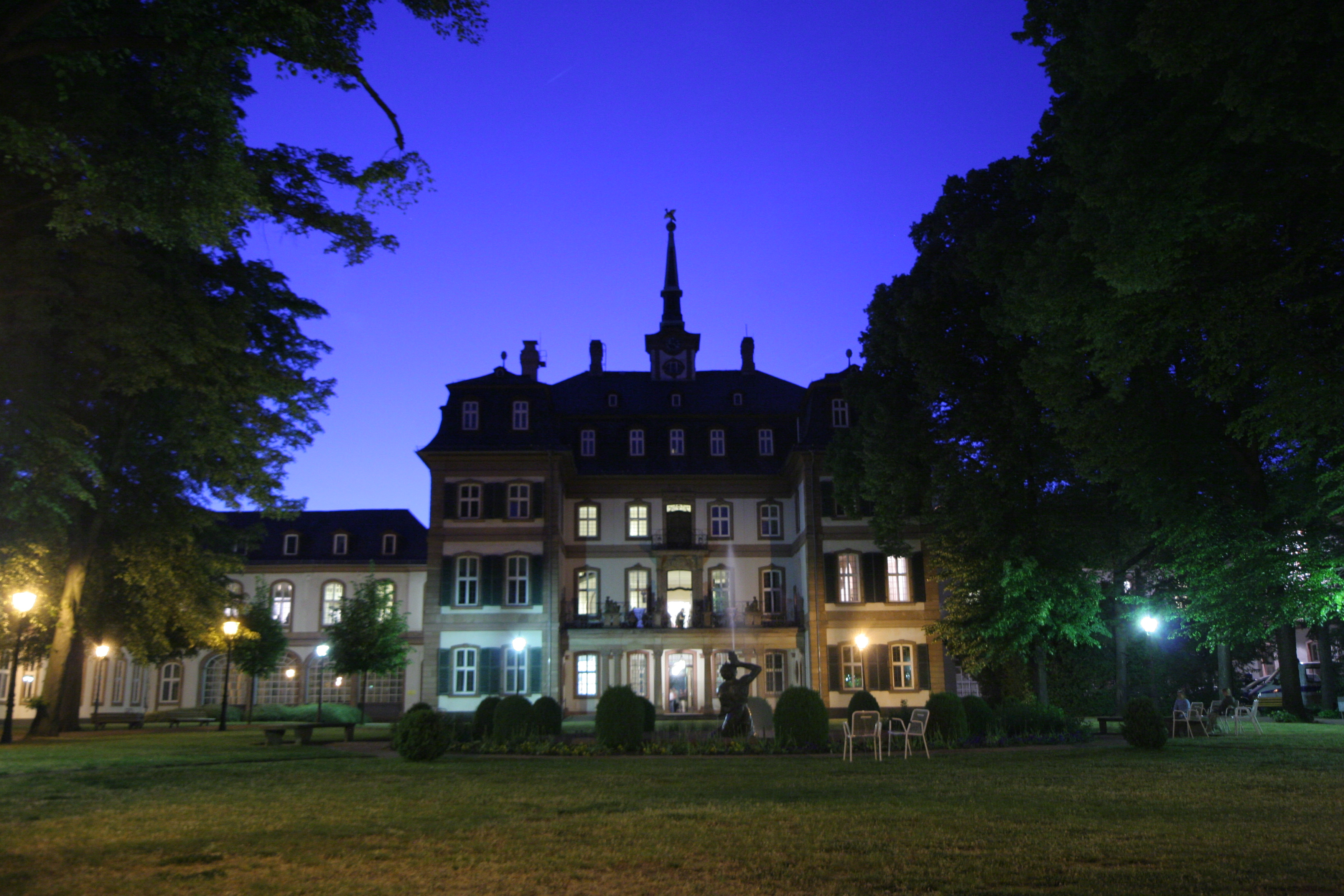
Die Spielstätte des Festivals: Der Bolongarogarten in Frankfurt-Höchst

Im Jahr 1971 führte Deichsel mit „Die Schule der Frauen“ seine erste Molière-Übertragung ins Südhessische im Theater am Turm in Frankfurt auf. Die zweite Übertragung war 1972 „Der Tartüff“, im gleichen Jahr folgte „Der Menschenfeind“ für das Staatstheater Darmstadt.
Nach einer Pause von einigen Jahren wurden die Stücke des Hessischen Molières zwischen 1999 und 2003 bei den Burgfestspielen Bad Vilbel aufgeführt und hatten dort großen Erfolg. Für das Festival in Bad Vilbel übertrug Deichsel als neues Stück „Der eingebildet Kranke“  ins Südhessische.
Das Ensemble suchte für die weiteren Aufführungen ab 2004 einen geeigneten Spielort, der sich als passenden Hintergrund für die Aufführungen bot. Der barocke Bolongaropalast in Höchst wurde dafür ausgewählt. Deichsel schrieb 2004 dazu:
„Wenn uns Höchst die Türen öffnet, wollen wir unseren Schutzpatron Molière weiterhin entdecken.“
Während der mehrjährigen Renovierungszeit des Bolongaropalastes fanden die Aufführungen zunächst im Hof der Höchster Porzellanmanufaktur statt. Nach Beschwerden von Anwohnern sah sich das Festival erneut zum Umzug gezwungen und findet nun, nach einer Zwangspause 2024, auf dem Gelände der ehemaligen Fabrik Messer Griesheim an der Stroofstraße statt.

## Rezeption
Die Aufführungen des Hessischen Molieres haben beim Publikum großen Erfolg. 2007 hatte Barock am Main fast 11.000 Besucher.
Die Kritiken in der Presse sind fast durchgängig positiv. Der ZDFtheaterkanal berichtet:
Das begeisterte Publikum in den vergangenen Jahren hat Quast Recht gegeben. „Vielen geht beim Klang ihrer Mundart einfach das Herz auf“, sagt der 49-jährige Schauspieler.
Die FAZ schreibt im  August 2008:
Michael Quast hat wieder einmal bewiesen, wofür er den diesjährigen Binding-Kulturpreis erhalten hat. Der Frankfurter Schauspieler macht die Hochkultur zu einem Hochgenuss auch für Unbelesene und adelt das Volkstheater mit seiner professionellen Übertreibungskunst.

## Ensemble
Das Ensemble um Michael Quast und Wolfgang Deichsel arbeitet bereits seit vielen Jahren zusammen. Zum Kern der Gruppe gehören des Weiteren Matthias Scheuring (1957–2020), Hildburg Schmidt und Pirkko Cremer.

## Kleinigkeiten
Als im Jahr 2007 Matthias Scheuring als Darsteller des Doktor Diafoirus im Eingebildeten Kranken an einem Wochenende ausfiel, sprang auf Bitten Michael Quasts der Entertainer Harald Schmidt ein. Da Schmidt keinen hessischen Dialekt beherrscht, schwäbelte er stattdessen.